# Michell Haidari
Michell Nechro Haidari, född 24 juni 1987 i Huskvarna, är en svensk fotbollsspelare som bland annat har spelat för Husqvarna FF i Superettan. 

## Karriär
Haidaris moderklubb är IFK Öxnehaga. Han spelade för Husqvarna FF mellan 2000 och 2010, varav 2005–2010 som seniorspelare. Han debuterade för Husqvarna som 18-åring 2005 i division 2. Under 2011 gjorde han en utlandsflytt och spelade för norska tredjedivisionsklubben Brumunddal AIL. Han gjorde fem mål och tre assist på de tre första matcherna innan han drabbades av diskbråck.
Han återvände till Husqvarna FF inför säsongen 2012 och skrev på ett tvåårskontrakt med klubben. I december 2013 förlängde han sitt kontrakt med klubben över säsongen 2015. Han gjorde sitt första mål i Superettan den 9 maj 2014 i en 1–1-match mot Östers IF.
Inför säsongen 2016 gick Haidari till Jönköpingsklubben Assyriska IK, där han även fick en roll som assisterande tränare. Efter säsongen 2018 lämnade Haidari klubben.